# تحلیل یادگیری

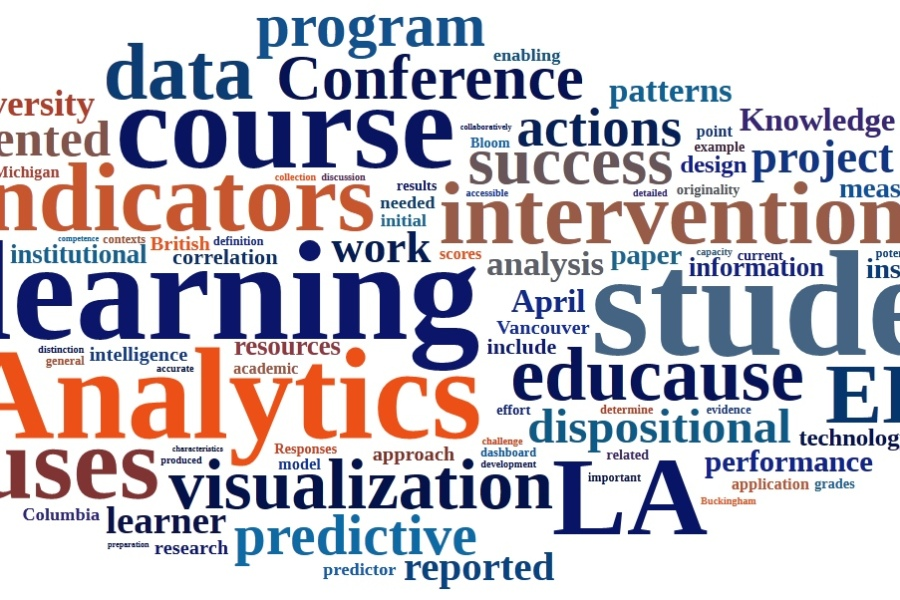
تحلیل یادگیری

تحلیل یادگیری (به انگلیسی: Learning Analytics) عبارت است از اندازه‌گیری، جمع آوری، تحلیل و گزارش داده های دانشجویان در محیط یادگیری به منظور درک و بهینه سازی یادگیری و محیطی که یادگیری در آن رخ می دهد. به عبارت دیگر تحلیل یادگیری کاربرد علم داده در آموزش و یادگیری است.
دانش تحلیل یادگیری دامنه گسترده‌تری را نسبت به داده‌کاوی آموزشی در بر می‌گیرد که شامل مفاهیم و تکنیک‌هایی از دانش اطلاعات، جامعه‌شناسی، علم کامپیوتر، آمار، روانشناسی و علوم یادگیری است. تحلیل یادگیری بر خلاف داده‌کاوی آموزشی بر تفکیک یادگیری به اجزای کوچکتر تمرکز ندارد بلکه به دنبال درک کلی سیستمهای یادگیری است 

## ارتباط با زمینه های دیگر
ایرج و همکاران در مقاله سال 2020 خود نشان دادند که تحلیل یادگیری می تواند برای داده های بازخورد نیز بکار گرفته شود و می توان از روشهای داده محور در بازاریابی دیجیتال برای طراحی بازخورد آموزشی و تحلیل داده ها استفاده کرد 